# Секретарівська сільська рада
Секрета́рівська сільська́ ра́да — колишня адміністративно-територіальна одиниця та орган місцевого самоврядування в Біляївському районі Одеської області. Адміністративний центр — село Секретарівка.

## Загальні відомості
Секретарівська сільська рада утворена в 1967 році.
- Територія ради: 22,241 км²
- Населення ради: 1 116 осіб (станом на 2001 рік)

## Населені пункти
Сільській раді підпорядковані населені пункти:
- с. Секретарівка
- с. Михайлівка

## Населення
Згідно з переписом 1989 року населення сільської ради становило 1174 особи, з яких 536 чоловіків та 638 жінок.
За переписом населення 2001 року в сільській раді мешкало 1116 осіб.

### Мова
Розподіл населення за рідною мовою за даними перепису 2001 року:
| Мова       | Відсоток |
| ---------- | -------- |
| українська | 92,38 %  |
| російська  | 4,66 %   |
| молдовська | 1,7 %    |
| болгарська | 0,72 %   |
| білоруська | 0,18 %   |

## Склад ради
Рада складається з 16 депутатів та голови.
- Голова ради: Іванченко Олександр Павлович
- Секретар ради: Бурковська Галина Прокопівна

### Керівний склад попередніх скликань
| Прізвище, ім'я, по батькові  | Основні відомості                                                         | Дата обрання | Дата звільнення |
| ---------------------------- | ------------------------------------------------------------------------- | ------------ | --------------- |
| Іванченко Олександр Павлович | Сільський голова, 1962 року народження, освіта вища, член Партії регіонів | 26.03.2006   | 31.10.2010      |
| Іванченко Олександр Павлович | Сільський голова, 1962 року народження, освіта вища, член Партії регіонів | 31.10.2010   | 25.10.2015      |

Примітка: таблиця складена за даними сайту Верховної Ради України

### Депутати
За результатами місцевих виборів 2010 року депутатами ради стали:

#### За суб'єктами висування
| Суб'єкт висування                                       | Кількість обраних депутатів | %   |
| ------------------------------------------------------- | --------------------------- | --- |
| Партія регіонів                                         | 8                           | 50  |
| Народна партія                                          | 4                           | 25  |
| Партія «Соціалістична Україна»                          | 1                           | 6,3 |
| Політична партія Всеукраїнське об'єднання «Батьківщина» | 1                           | 6,3 |
| Політична партія «Фронт Змін»                           | 1                           | 6,3 |
| Самовисування                                           | 1                           | 6,3 |

#### За округами
| № округу                                                | Прізвище, ім'я, по батькові     | Дата визнання обраним | Освіта             | Партійна приналежність                        | Відомості про обраного депутата                                   |
| ------------------------------------------------------- | ------------------------------- | --------------------- | ------------------ | --------------------------------------------- | ----------------------------------------------------------------- |
| Народна Партія                                          |                                 |                       |                    |                                               |                                                                   |
| 1                                                       | Сполітак Григорій Євгенійович   | 02.11.2010            | вища               | член Народної партії                          | приватний підприємець                                             |
| 2                                                       | Красовська Валентина Григорівна | 02.11.2010            | вища               | член Народної партії                          | Секретарівська загальноосвітня школа, вчитель                     |
| 5                                                       | Куц Павло Васильович            | 02.11.2010            | середня спеціальна | член Народної партії                          | КП «Секретарівське», директор                                     |
| 12                                                      | Мартинюк Василь Володимирович   | 02.11.2010            | середня            | член Народної партії                          | Секретарівська загальноосвітня школа І-ІІ ст., водій              |
| Партія регіонів                                         |                                 |                       |                    |                                               |                                                                   |
| 3                                                       | Івкіна Любов Василівна          | 02.11.2010            | середня            | член Партії регіонів                          | пенсіонер                                                         |
| 4                                                       | Туриця Микола Петрович          | 02.11.2010            | середня спеціальна | член Партії регіонів                          | пенсіонер                                                         |
| 7                                                       | Русанова Наталія Іванівна       | 02.11.2010            | середня спеціальна | член Партії регіонів                          | КП «Секретарівське», бухгалтер                                    |
| 8                                                       | Шкепу Любов Махтеївна           | 02.11.2010            | середня            | член Партії регіонів                          | Секретарівський дитсадок «Срібний дзвіночок», помічник вихователя |
| 9                                                       | Бурковська Галина Прокопівна    | 02.11.2010            | вища               | член Партії регіонів                          | Секретарівська сільська рада, секретар                            |
| 10                                                      | Артемчук Любов Андронівна       | 02.11.2010            | середня            | член Партії регіонів                          | пенсіонер                                                         |
| 11                                                      | Перекитний Леонід Прокопович    | 02.11.2010            | середня            | член Партії регіонів                          | пенсіонер                                                         |
| 13                                                      | Сиротюк Людмила Іванівна        | 02.11.2010            | середня спеціальна | член Партії регіонів                          | Секретарівський будинок культури, директор                        |
| Партія «Соціалістична Україна»                          |                                 |                       |                    |                                               |                                                                   |
| 6                                                       | Недоходюк Іван Васильович       | 02.11.2010            | середня спеціальна | позапартійний                                 | Біляївський район електромереж, начальник дільниці                |
| Політична партія Всеукраїнське об'єднання «Батьківщина» |                                 |                       |                    |                                               |                                                                   |
| 14                                                      | Коливашко Тетяна Анатоліївна    | 02.11.2010            | вища               | член Всеукраїнського об'єднання «Батьківщина» | Секретарівський дитсадок «Срібний дзвіночок», вихователь          |
| Політична партія «Фронт Змін»                           |                                 |                       |                    |                                               |                                                                   |
| 16                                                      | Станєва Марія Степанівна        | 15.11.2010            | середня спеціальна | позапартійна                                  | пенсіонер                                                         |
| Самовисування                                           |                                 |                       |                    |                                               |                                                                   |
| 15                                                      | Срібна Ірина Петрівна           | 02.11.2010            | середня            | позапартійна                                  | військовий шпиталь, м. Одеса, молодша медсестра                   |